# خانه کریم بهجانی
خانه کریم بهجانی مربوط به دوره قاجار است و در شیراز، بافت قدیم، خیابان حضرتی، کوچه بهارایران، سرعدلو واقع شده و این اثر در تاریخ ۱۶ دی ۱۳۸۷ با شمارهٔ ثبت ۲۴۴۷۵ به‌عنوان یکی از آثار ملی ایران به ثبت رسیده است.